# Acrogalumna abrupta
Acrogalumna abrupta är en kvalsterart som beskrevs av Hammer 1972. Acrogalumna abrupta ingår i släktet Acrogalumna och familjen Galumnidae. Inga underarter finns listade i Catalogue of Life.